# Csukovits Enikő
Csukovits Enikő (Szombathely, 1961. július 20. –) magyar történész, egyetemi tanár.

## Élete
Szülei: Csukovits Béla és Varga Mária.
1979-1984 között az ELTE BTK hallgatója volt.
1984-1985 között az Országos Műemléki Felügyelőség munkatársa volt. 1986-1994 között a Magyar Országos Levéltárnál dolgozott. 1994 óta a Magyar Tudományos Akadémia Történelemtudományi Intézetének tudományos munkatársa. 1997-től a Károli Gáspár Református Egyetemen tanít.
Kutatási területe a XIV.-XV. századi magyar történelem, valamint a társadalom- és művelődéstörténet.

## Magánélete
1985-ben házasságot kötött Tringli Istvánnal. Egy fiuk született; András (1988).

## Művei
- Királyi gyermekek – gyermeki királyok (1993)
- A Kárpát-medence várai (1996)
- Liliom és holló (1997)
- Középkori magyar zarándokok (2003)
- Mátyás és a humanizmus; szerk. Csukovits Enikő; Osiris, Bp., 2008 (Nemzet és emlékezet)
- L'Ungheria angioina; szerk. Csukovits Enikő; Viella, Roma, 2013
- Magyarországról és a magyarokról. Nyugat-Európa magyar-képe a középkorban; MTA BTK Történettudományi Intézet, Bp., 2015 (Magyar történelmi emlékek. Értekezések)